# Rogelio Pontón
Rogelio Tomás Pontón (Rosario, 1942 - Rosario, 28 de septiembre de 2013) fue un destacado economista argentino. Trabajó al frente de la Dirección de Información y Estudios Económicos de la Bolsa de Comercio de la Ciudad de Rosario. Fue miembro fundador y Presidente de la Fundación Libertad, entidad encargada de la investigación en las ciencias económicas. 
Reconocido en el diario La Capital como el "analista de mercados granarios más importante" de su país, y un gran aportador de la economía nacional, Portón fue un prolífico escritor de economía, y uno de los principales impulsores de la Hidrovía Paraná - Paraguay.
Fungió como Rector de la Universidad del Centro Educativo Latinoamericano (UCEL), donde fue también Decano en la Facultad de Ciencias Económicas y Empresariales y dirigió una Revista académica. Asimismo, dio clases en institutos de nivel medio y en la Facultad de Cs. Económicas de la UNR. Fue un admirador y promotor del ordoliberalismo y de la escuela austriaca de la economía en el medio local, y un  cultor y difusor de temas diversos de interés general, en particular los bíblicos y la relación entre ciencia y religión. 

## Publicaciones y artículos
- La Isla de la moneda de piedra: sobre el nominalismo monetario en Friedman, Keynes y Hayek (1997)
- Recordando a Henry Thornton, economista evangélico (1997); (con Arnolfo Martínez)
- La Competencia de monedas (1998)
- Recordando a un economista cristiano: Wilhelm Röpke (2000), ISSN 0329-3475
- Algunas consideraciones sobre la ciencia y la fe (2000);  ISSN-e 0329-3475
- Azar y finalidad; Invenio, Journal: Invenio, ISSN 0329-3475
- Jacques Rueff: más que un economista (2002)
- La libertad económica y la teoría del valor (2002)
- Los tres equilibrios y la distribución del ingreso (2003)
- La teoría del valor y el pensamiento de Sraffa (2004)
- Steven Weinberg y la religión (2004)
- Los Milagros y la mecánica cuántica (2005)
- Comentario crítico al libro de Dan Brown, " El Código Da Vinci" (2005)
- Paul Dirac y la religión (2006)
- La teoría del multiverso y la prueba ontológica de Dios (2006); ISSN-e 0329-3475
- Cuidemos el medio ambiente (2006)
- El Valor del agua (2008)
- ¿Qué es la inflación? (2008)
- Keynes, Hayek y la crisis actual (2009)
- China y Argentina hacia una mejor integración en el crushing de la soja (2009)
- Nota sobre el Balance del Banco Central (2010)
- Praxeología y Ley de Rendimientos Decrecientes (2010)
- La trascendencia religiosa en los escritos de C. S. Lewis, y un comentario sobre un escrito de Jorge Luis Borges (2010); ISSN 0329-3475
- El Gran diseño (2011)
- Ciencia y religión: ¿son compatibles? (2011); ISSN-e 0329-3475
- Reflexiones sobre economistas y pensadores (2012)
- Ensayos sobre ciencia, teología y fe (2012)
- La Teoría del valor: comentario sobre la teoría del Dr. Luigi Pasinetti (2013);  ISSN-e 0329-3475
- Nota póstuma del Director Fundador de Invenio: Historia de la inflación argentina (2014); ISSN-e 0329-3475

## Distinciones
- Economista Distinguido Post Morten, 2014. (por Miguel Ángel Zamarini en la Ciudad de Rosario)[7][8]